# کوریوس دی کابو وردی
کوریوس دی کابو وردی (انگلیسی: Correios de Cabo Verde) شرکت لجستیک بریتانیایی است، که در سال ۱۹۹۵ تأسیس شد.